# Al Başrah Oil Terminal

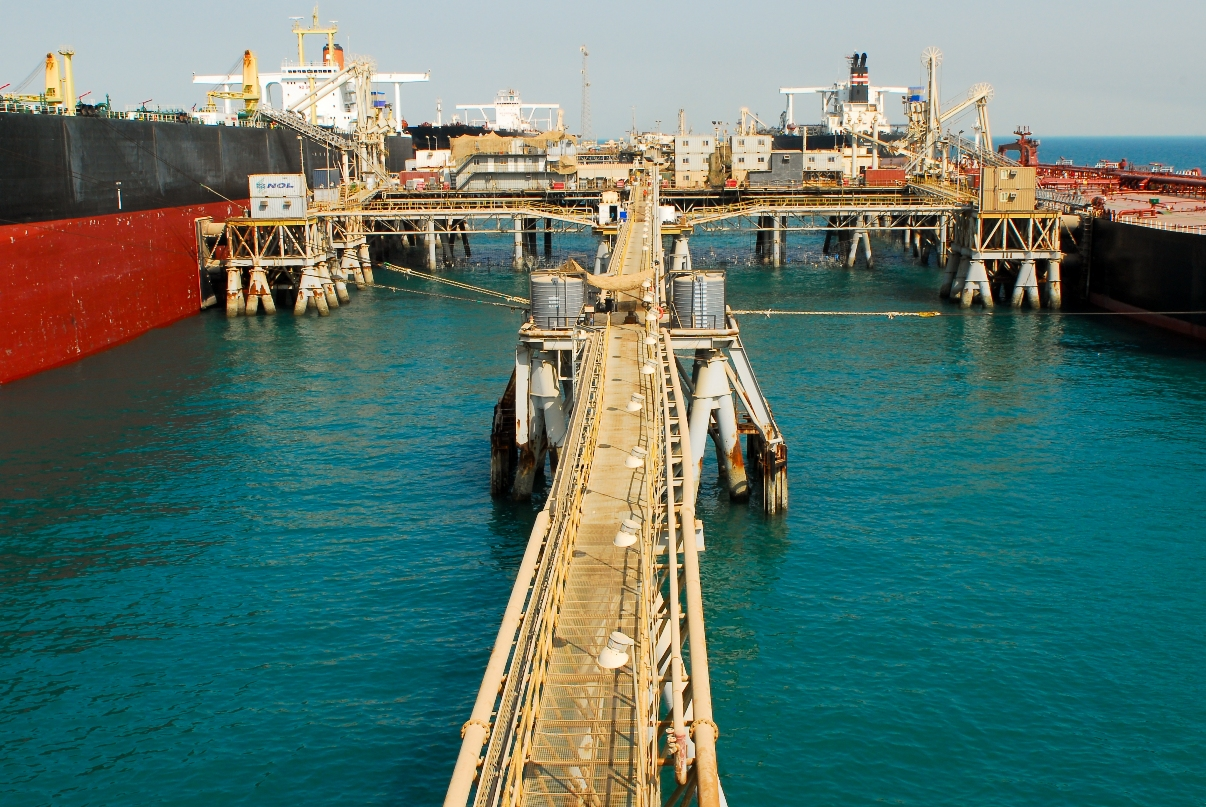
Rifornimento di tre superpetroliere presso l'ABOT

Al Başrah Oil Terminal (arabo: ميناء البصرة النفطي), comunemente indicato come ABOT, è un importante terminale off-shore iracheno strategicamente importante che si trova a circa 50 km (31 mi) sud-est della penisola di al-Fāw, nel Golfo Persico, che fornisce tutto il petrolio della raffineria di Başrah e che con il suo terminale gemello, Khawr al 'Amiyah (ميناء خور العمية, traslitterato Khor al-Amaya Oil Terminal, KAAOT), fornisce il principale punto di esportazione per l’85% circa del petrolio iracheno, contribuendo complessivamente al 90% del prodotto interno lordo.
Il petrolio greggio prodotto per l'esportazione dai giacimenti petroliferi del sud dell'Iraq transita attraverso un oleodotto con tre tubazioni dal diametro di 1,2 metri che raggiungono la punta meridionale della penisola di al-Fāw e proseguono sotto il livello del mare cui si aggiungono una tubazione di 1,2 metri di diametro e due tubazioni dal diametro di 81 centimetri del KAOOT.
Le strutture dell'Al Başrah Oil Terminal possono trasferire, operando alla loro massima capacità, fino a 3 milioni di barili (480.000 m³) di petrolio al giorno, dispongono di ormeggi per superpetroliere e hanno un pescaggio massimo di 21 metri.
La struttura del KAAOT ha due posti di ormeggi e una profondità per accogliere petroliere Suezmax con capacità fino a 1 Mbbl (160.000 m³) o 200.000 tonnellate di portata lorda e ha la capacità di trasferire circa 240 000 barili (38.000 m³) di petrolio al giorno.
ABOT, originariamente chiamato Mīnā' al-Bakr Oil Terminal, è entrato in servizio nel 1974 e nel 2003 ha assunto il nome attuale. L'impianto è stato costruito con quattro ancoraggi in grado di gestire operazioni di carico e scarico di greggio di superpetroliere fino a 300-400 000 barili (48000-64,000 m³) al giorno attraverso ciascuno dei ancoraggi. L'ABOT ha subito danni significativi durante la guerra Iran-Iraq 1980-1988, restando tuttavia in servizio fino al 1989, quando vennero avviati i lavori di ripristino dopo la conclusione di quella guerra, ma che vennero interrotti quando l'Iraq invase il Kuwait nel 1990 e l'impianto riportò ulteriori danni durante la Guerra del Golfo. Inoltre, la piattaforma ha operato nell'ambito del programma Oil-for-Food per diversi anni con una manutenzione minima.
ABOT e KAAOT sono le principali fonti della stabilità economica dell'Iraq e, pertanto, sono considerati uno dei possibili obiettivi terroristici in tutto il mondo per la loro importanza strategica. La loro sicurezza è affidata dalla Marina irachena in concorso a forze di sicurezza americane.